# Sorrento (Luisiana)
Sorrento es un pueblo ubicado en la parroquia de Ascension en el estado estadounidense de Luisiana. En el Censo de 2010 tenía una población de 1401 habitantes y una densidad poblacional de 156,2 personas por km².

## Geografía
Sorrento se encuentra ubicado en las coordenadas 30°11′11″N 90°52′8″O / 30.18639, -90.86889. Según la Oficina del Censo de los Estados Unidos, Sorrento tiene una superficie total de 8.97 km², de la cual 8.87 km² corresponden a tierra firme y (1.16%) 0.1 km² es agua.

## Demografía
Según el censo de 2010, había 1401 personas residiendo en Sorrento. La densidad de población era de 156,2 hab./km². De los 1401 habitantes, Sorrento estaba compuesto por el 81.08% blancos, el 14.56% eran afroamericanos, el 0.36% eran amerindios, el 0.71% eran asiáticos, el 0.21% eran isleños del Pacífico, el 2.14% eran de otras razas y el 0.93% pertenecían a dos o más razas. Del total de la población el 3.28% eran hispanos o latinos de cualquier raza.